# الرومانية الكاثوليكية في الإمارات العربية المتحدة

تضم الإمارات العربية المتحدة أكثر من 250,000 كاثوليكي، وتتكون الجالية الكاثوليكية من الآسيويين بشكل خاص من الهند والفلبين وسريلانكا ومن الوافدين من أمريكا الجنوبية وأوروبا ومن المسيحيين العرب القادمين من لبنان ومصر والأردن وفلسطين وسوريا. ويتبع كاثوليك البلاد النيابة الرسولية الرومانية الكاثوليكية لجنوب شبه الجزيرة العربية وهي الولاية الإقليمية لأتباع الطقوس اللاتينية في الكنيسة الكاثوليكية الرومانية والتي تغطي البلدان التالية من شبه الجزيرة العربية والمنطقة المحيطة وهي عمان واليمن. النائب هو السويسري المولد الأسقف بول هيندر. أنشئت في عام 1888 في عدن وتغير إلى اسمها الحالي في عام 2011. كان من مركز النيابة في عدن حتى عام 1973 عندما تم نقلها إلى كاتدرائية القديس يوسف في مدينة أبو ظبي. منذ عام 1916 كان في رعاية تحت سيطرة رهبنة كبوشي فلورنسا.

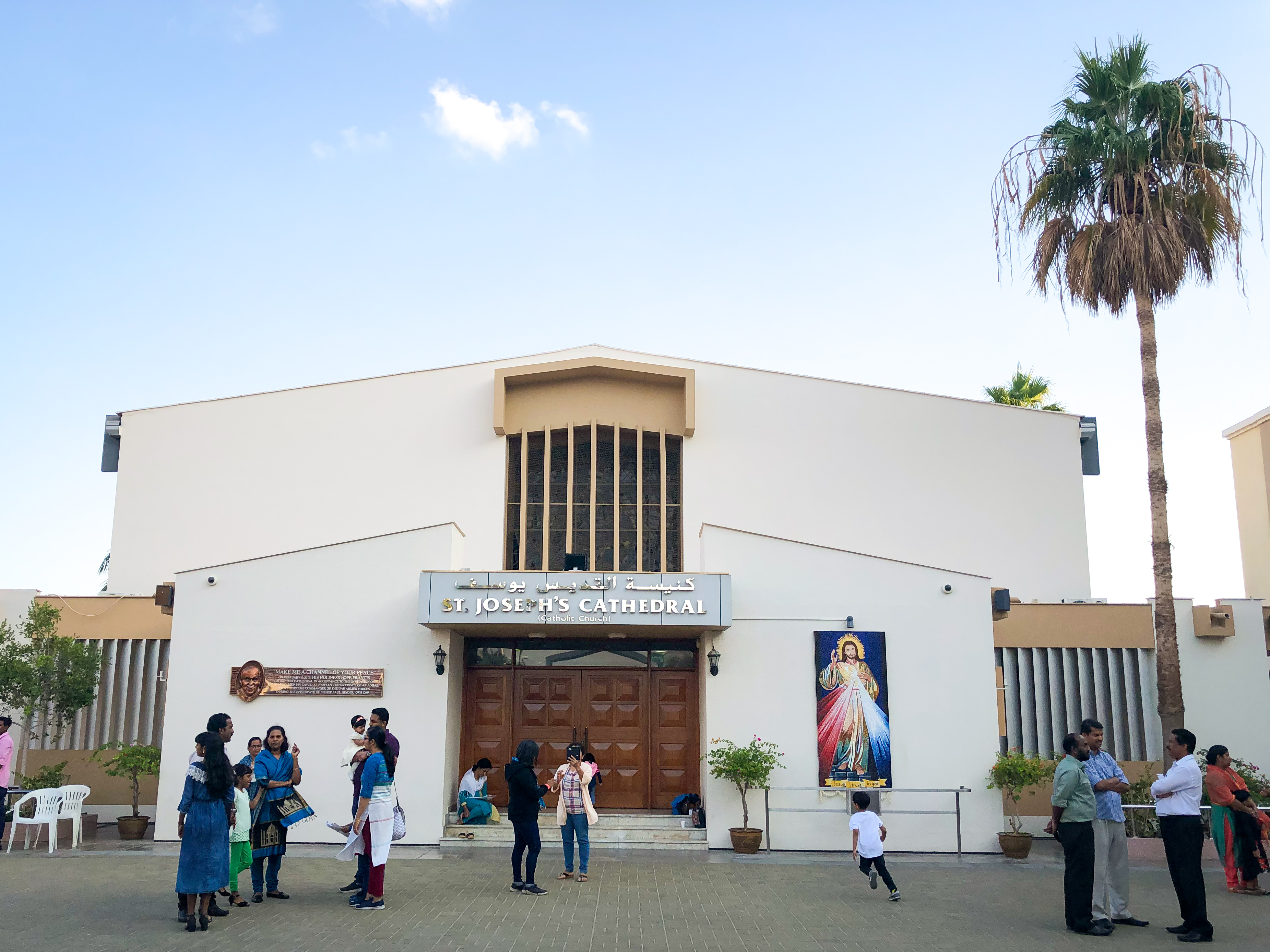
كاتدرائية القديس يوسف (أبو ظبي)

وفي 3 فبراير من عام 2019 قام البابا فرنسيس بزيارة الإمارات العربية المتحدة، ليصبح أول بابا كاثوليكي يزور شبه الجزيرة العربية في التاريخ.

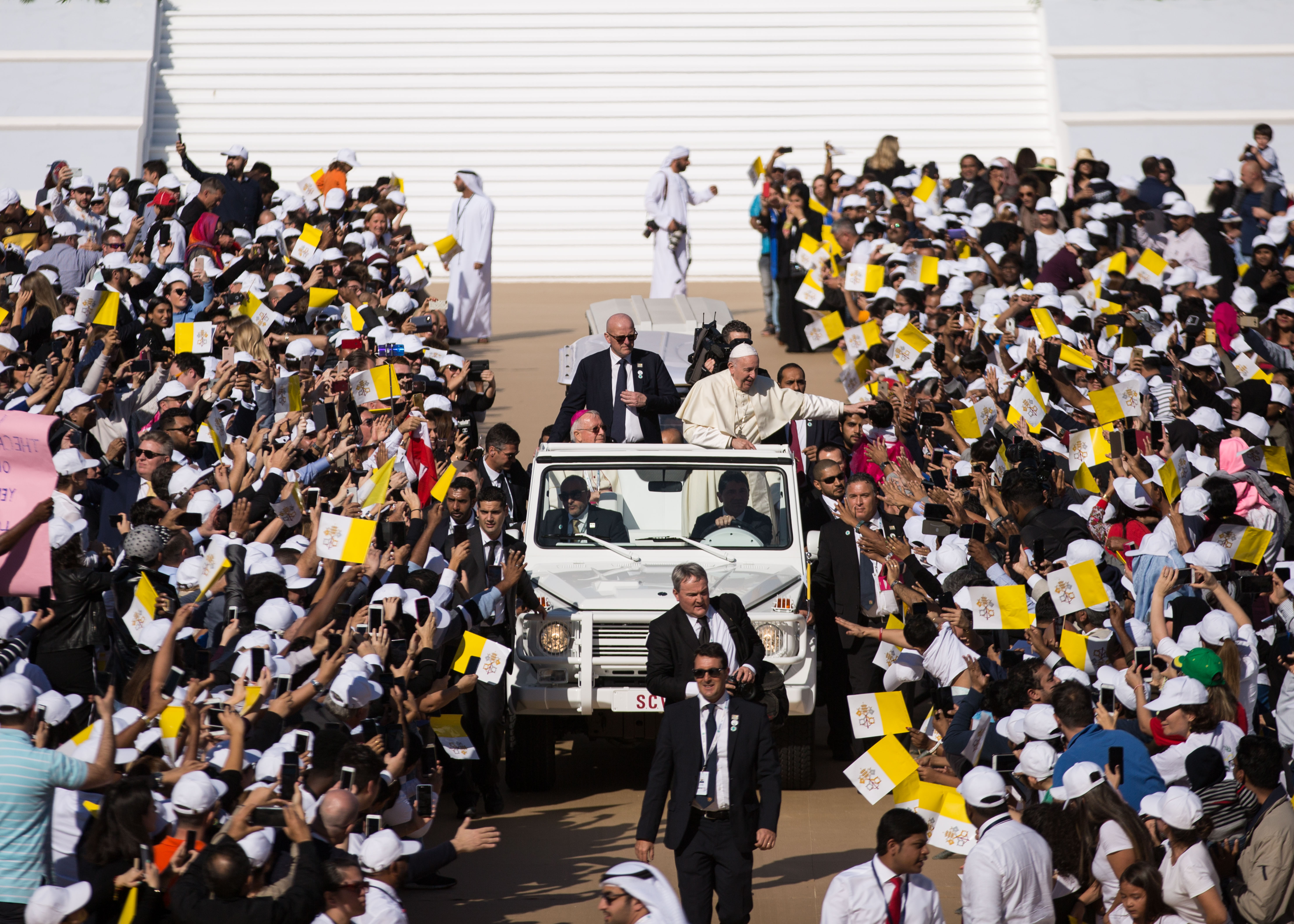
البابا فرنسيس يحيي الجموع في أبو ظبي